# 존 코튼

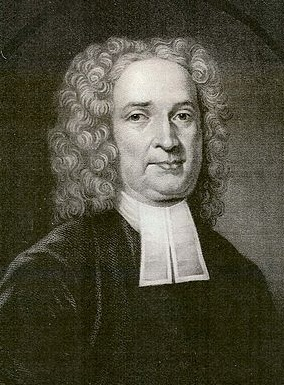
존 코튼

존 코튼(John Cotton, 1585년 12월 4일 - 1652년 12월 23일)은 영국에서 그리고 미국 식민지시대의 성직자였으며, 매사추세츠 만 식민지의 저명한 목회자요 신학자였다.그는 트리니티 칼리지 (케임브리지)에서 5년간 수학하고, 캠브리지에서 Emmanuel College에서 9년간 공부하였다. 그는 이미 1612년 보스턴 (링컨셔 주) 세인트 보톨프 교회 (Saint Botolph 's Church)에서 목사직을 수락하면서 학자이자 탁월한 설교자로서의 명성을 쌓았다. 1633년 매사추세츠만 식민지로 이민을 와서 토마스 후커와 함께 사역을 했다. 그는 율법폐기론 논쟁의 중심에 있었고, 앤 허친슨은 회심에서 은혜의 선행됨과 하나님의 주권을 강조한 그를 따랐다. 한국에서는 오덕교 박사가 존 코튼으로 웨스트민스터 신학교에서 박사학위를 받았다. 존 프레스톤은 그의 설교를 듣고 회심하였다.

## 신학

### 언약에 의한 교회관
존 코튼은 뉴잉글랜드에서의 상호 언약적인 교회관을 가졌다. 회중은 목회자의 설교에 대해 순종해야 함은 물론, 성경을 읽고, 목회자들이 성경적 교리에 충실하도록 만들어야 했다. 또한, 목회자들을 계속 감시해야 하고, 그들의 권한의 범위를 제한해야 했다. 그는 만일 하나님과 언약관계에 있는 신자가 죄를 짓게 되면, 하나님은 자연재해를 주시며, 이 재해의 모든 원인은 언약을 깨트린 성도에게 있다는 언약관을 가르쳤다. 그의 가르침은 뉴잉글랜드에 있는 청교도에게 주로 통용되었다.

### 준비론적 입장
그는 중생 이전에 인간측에서 준비를 해야하는 은혜준비론의 입장을 가졌다. 즉, "그리스도께서 우리에게로 오실 길을 예비해야 한다'고 주장하였다. 그가 사용한 문구는 '그리스도로의 일치(Fit for Christ)'였다. 즉, '우리가 그리스도가 우리로 하여금 되길 원하시는 그 무엇이든 기꺼이 되고자 할 때, 우리는 그리스도께서 우리속에 들어오실 수 있을 민큼 그와 일치하게 된다.; 고 주장하였다.

### 율법에 관한 입장
그는 회중 교회주의자였던 토머스 굿윈과 예레미야 버로우즈에 의해 웨스트민스터 총회에 초대되었는 데, 이단자들은 반드시 사형에 처해야 한다고 주장하였다. 여기에서 이단자들은 주로 로마 가톨릭교회의 교인에 해당되었다. 그 이유는 하나님의 이름을 망령되이 일컬었고, 사람들을 꼬드겨서 미신을 숭배하도록 하며, 사형이 영혼 살인자에 대한 적절한 보응이라고 주장하였다. 마지막으로 영국의 프로테스탄트를 배신하는 가톨릭의 사상을 주입하는 행위는 반역에 해당한다는 것이다. 즉, 십계명에 대하여 자연법에까지 이용을 하는 것을 정당화하였다.

## 유명한 글귀

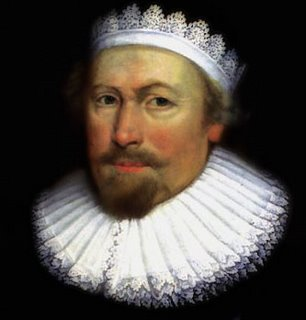
코튼의 영적 스승 리차드 십스

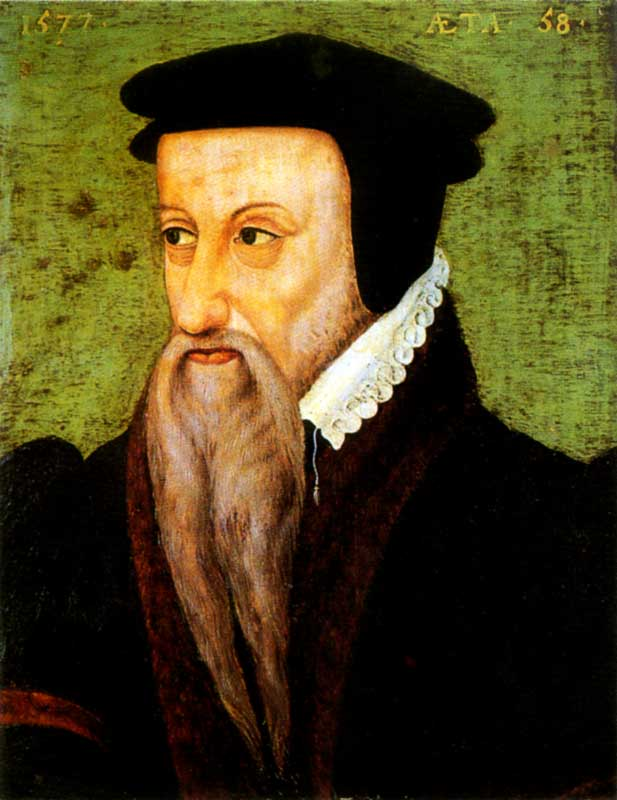
청교도들은 테오도르 드 베즈의 가르침에 큰 영향을 받았다.

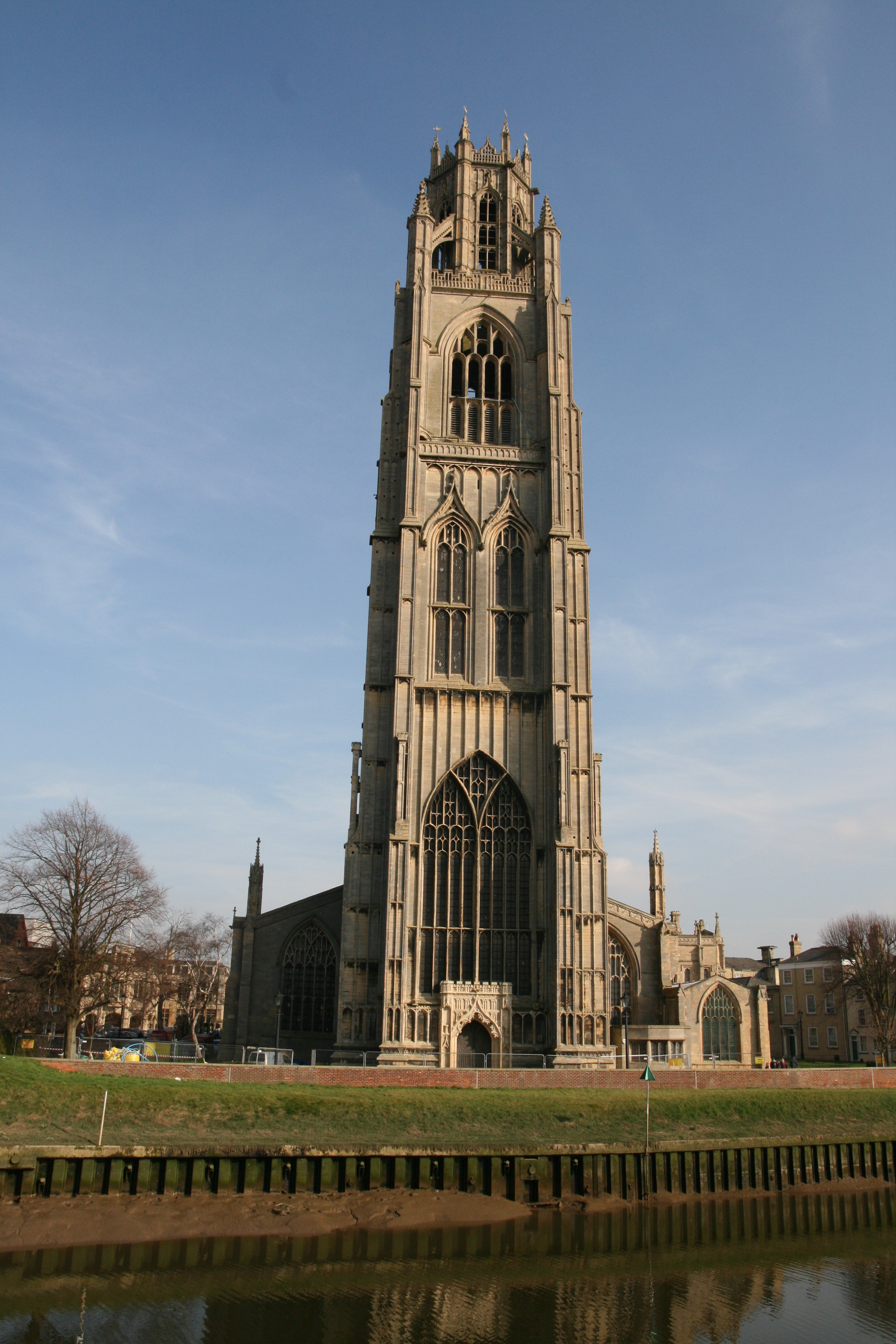
St. 보토톨피 교회

| “ | 설교는 죄인을 구원하는 능력이다. | ” |

## 같이 보기
- 오덕교
- History of Boston
- History of Massachusetts

## 저서
- Christ the Fountain of Life, Nate Pickowicz wth John Manning Ed. ISBN: 978-0-9832946-4-1

### 참고 문헌
- Anderson, Robert Charles (1995). 《The Great Migration Begins, Immigrants to New England 1620–1633》. Boston: New England Historic Genealogical Society. ISBN 0-88082-044-6.
- Anderson, Robert Charles (2003). 《The Great Migration, Immigrants to New England 1634–1635》. Vol. III G-H. Boston: New England Historic Genealogical Society. ISBN 0-88082-158-2.
- Austin, John Osborne (1887). 《Genealogical Dictionary of Rhode Island》. Albany, New York: J. Munsell's Sons. ISBN 978-0-8063-0006-1.
- Battis, Emery (1962). 《Saints and Sectaries: Anne Hutchinson and the Antinomian Controversy in the Massachusetts Bay Colony》. Chapel Hill: University of North Carolina Press. ISBN 978-0-8078-0863-4.
- Bell, Charles H. (1876). 《John Wheelwright》. Boston: printed for the Prince Society.
- Bremer, Francis J. (1981). 《Anne Hutchinson: Troubler of the Puritan Zion》. Huntington, New York: Robert E. Krieger Publishing Company. 1–8쪽.
- Bremer, Francis J. 〈Cotton, John (1585–1652)〉. 《옥스포드 영국 인명 사전》 온라인판. 옥스포드 대학교 출판부. doi:10.1093/ref:odnb/6416. (Subscription 또는 UK 공공도서관 회원 필수.)(Subscription 또는 UK 공공도서관 회원 필수.)
- Bush, Sargent (ed.) (2001). 《The Correspondence of John Cotton》. Chapel Hill, North Carolina: University of North Carolina Press. ISBN 0-8078-2635-9.
- Champlin, John Denison (1913). “The Tragedy of Anne Hutchinson”. 《Journal of American History》 (Twin Falls, Idaho) 5 (3): 1–11.
- Chisholm, Hugh, 편집. (1911). 〈Cotton, John〉. 《브리태니커 백과사전》 7 11판. 케임브리지 대학교 출판부.
- Emerson, Everett H. (1990). 《John Cotton》 2판. New York: Twayne Publishers. ISBN 0-8057-7615-X.
- Gura, Philip F. (1984). 《A Glimpse of Sion's Glory: Puritan Radicalism in New England, 1620–1660》. Middletown, Connecticut: Wesleyan University Press. ISBN 0-8195-5095-7.
- Hall, David D. (1990). 《The Antinomian Controversy, 1636–1638, A Documentary History》. Durham, North Carolina: Duke University Press. ISBN 978-0-8223-1091-4.
- Holmes, James T. (1915). 《The American Family of Rev. Obadiah Holmes》. Columbus, Ohio: private.
- LaPlante, Eve (2004). 《American Jezebel, the Uncommon Life of Anne Hutchinson, the Woman who Defied the Puritans》. San Francisco: Harper Collins. ISBN 0-06-056233-1.
- Lawrence, William (1911). 〈Brooks, Phillips〉.   Chisholm, Hugh. 《브리태니커 백과사전》 4 11판. 케임브리지 대학교 출판부.
- Morris, Richard B (1981). 〈Jezebel Before the Judges〉.   Bremer, Francis J. 《Anne Hutchinson: Troubler of the Puritan Zion》. Huntington, New York: Robert E. Krieger Publishing Company. 58–64쪽.
- Thornton, John Wingate (April 1847). “The Cotton Family”. 《New England Historical and Genealogical Register》 (New England Historic Genealogical Society) 1: 164–166. ISBN 0-7884-0293-5.
- Williams, Roger (2001).  Groves, Richard, 편집. 《The Bloudy Tenent》. Macon, GA: Mercer University Press.
- Winship, Michael Paul (2002). 《Making Heretics: Militant Protestantism and Free Grace in Massachusetts, 1636–1641》. Princeton, New Jersey: Princeton University Press. ISBN 0-691-08943-4.
- Winship, Michael Paul (2005). 《The Times and Trials of Anne Hutchinson: Puritans Divided》. Lawrence, Kansas: University Press of Kansas. ISBN 0-7006-1380-3.
- Winthrop, John (1908).  Hosmer, James Kendall, 편집. 《Winthrop's Journal "History of New England" 1630–1649》. New York: Charles Scribner's Sons.
- Ziff, Larzer (1962). 《The Career of John Cotton: Puritanism and the American Experience》. Princeton, New Jersey: Princeton University Press.
- Ziff, Larzer (ed.) (1968). 《John Cotton on the Churches of New England》. Cambridge, Massachusetts: The Belknap Press.; contains Cotton's works "A Sermon at Salem," "The Keys of the Kingdom of Heaven" and "The Way of Congregational Churches Cleared"

- Cotton, John (1641). “An Abstract of the Laws of New England”. Center for Reformed Theology and Apologetics. 2017년 2월 16일에 원본 문서에서 보존된 문서. 2012년 11월 3일에 확인함.
- Cotton, John (1646).  Royster, Paul, 편집. “Milk for Babes ...”. University of Nebraska, Lincoln Libraries. 2012년 11월 3일에 확인함.
- Overmire, Laurence (2013년 1월 14일). “The Ancestry of Overmire Tifft Richardson Bradford Reed”. Rootsweb. 2013년 2월 9일에 확인함.
- 〈Cotton, John (CTN598J)〉. 《케임브리지 동문 데이터베이스》. 케임브리지 대학교.
- “The Puritan Divines, 1620–1720”. Bartleby.com. 2012년 7월 9일에 확인함.
- “John Cotton”. Find-a-grave. 2002. 2013년 2월 9일에 확인함.
- Deok-Kyo Oh, The Churches Resurrection: John Cotton's Eschatological Understanding of The Ecclesiastical Reformation.” Westminster Theological Seminary(Ph.D. 1987)

## 추가 문헌
- Cotton, John (1958).  Emerson, Everett H., 편집. 《Gods Mercie Mixed with His Justice; or, His Peoples Deliverance in Times of Danger》. Scholars' Facsimiles & Reprints. ISBN 978-0-8201-1242-8.; original London, 1641.